# メタルフォト
メタルフォトは、文字や画像を銀塩で発色（現像）できる既感光性のアルミ板、および、この板を使用した完成品のこと。
写真同等の解像度と屋外耐候性、耐摩耗などに優れることにより、屋外サインや各種銘板用素材として用いられる。アメリカ、Horizons社の登録商標（商標 Metalphoto、メタルフォト（登録第4932183号（The Horizons Imaging Systems Group ））であり、日本国内の輸入総代理店は東光化学工業株式会社がおこなっている。

## 沿革
1946年、Horizons Research Incorporated のDr. Eugene "Doc Wainer"が発明。
1969年、富士フイルムが同様の技術で「アルフォト」を商品化し、日本国内市場を席巻した結果、メタルフォトは流通しなくなる。
2004年、アルフォトの販売終了前後より再流通が始まる。

## 利用
さまざまな表面処理（サテン、マット、光沢）、厚さ（0.08 - 3.2 t）、サイズ（254x305 - 508x1016）、カラーを採用でき、寿命の長い表示板用途として色々な業界にて採用されている。アメリカのMIL規格(MIL-STD-130 等)にも認められており、ボーイングの規格「BAC5875」でも指定されている。金星探査機「あかつき」に搭載された応援メッセージプレートにも採用された。
建築・公園・寺社・史跡などのサイン、樹木ラベル等屋外表示、看板、表彰楯、電設用認識札、光ケーブル認識札、工作機器用メンテナンス銘板、機器用定格銘板、工程管理用IDラベル、屋外用認証ラベル、微細QRコード表示板、一般アルミ銘板、定規などの目盛、時計用文字盤、列車用銘板、船舶用銘板、注意銘板、各種許可表、等

## 技術
アメリカの連邦仕様書 Federal Specification GGP-455B(3) Type I (Grade A&B) Class1 or 2に基づく感光性アルミニウム。A1100アルミニウム（SAE-AMS-QQ-A-250/1,rev and ASTM B209-01に適合）表面を蓚酸陽極酸化し（MIL-A-8625F Anodic Coatings for Aluminum &Aluminum Alloys Type II Class 1 (unprocessed or clear) Class 2 (processed)に適合）、そこにできた無数のポアー（小孔）上に感光性銀（ハロゲン化銀)乳剤を塗布してある。露光装置にてネガフィルムをコンタクトし紫外領域の光源を用い露光後、写真と同様の工程の現像・定着を行い、調色処理することで画像強化し、さらに最終工程の 封孔処理として表面上に形成される透明な酸化アルミニウムの水和物と、銀で構成されている黒色部分のため、耐候性・耐摩耗性・耐薬品性が高かめられる。高解像度に対応でき、微細描画やハーフトーンを含むクオリティの高い表現が可能である。既感光性の状態で販売されているので手軽に完成することができ、焼付や有機溶剤を利用しないで環境負荷の低い薬品のみの処理で耐候性が得られるのが特徴。